# Кисловодский национальный парк
Кисловодский национальный парк (до 2 июня 2016 года — Курортный парк) — особо охраняемая природная территория в городе Кисловодске. Крупнейший в Европе городской парк. Площадь Кисловодского курортного парка составляет 965,8 га. Для сравнения — самый большой городской парк в Великобритании (Ричмонд-парк) имеет площадь 955 га, площадь парка Версальского дворца составляет 800 га.
Памятником природы в парке являются Красные Камни, выходящие в нескольких местах парка и представляющие собой песчаники, имеющие красно-бурую окраску и разнообразные формы выветривания.
В настоящее время Кисловодский парк состоит из трёх отделов:
- Старого (или Нижнего) парка, ведущего от Нарзанной галереи к Зеркальному пруду и «Стеклянной струе»;
- Нового (или Среднего) парка, начинающегося от Долины роз и заканчивающегося у Серых камней;
- Горного парка (самого большого по площади), простирающегося от Серых к Синим камням, и далее к горам Малое и Большое Седло.

Кисловодский национальный парк является самым посещаемым в России, в 2024 году его посетило 5,143 млн туристов.

## История
Работы по устройству парка начались в 1823 году по приказу генерала Алексея Ермолова. Работы проводили военные отряды нижних чинов. Для того чтобы можно было посадить деревья, на каменистые берега Ольховки завозился плодородный чернозём. После назначения князя М. С. Воронцова в 1845 году наместником Кавказа работы по развитию и улучшению кисловодского парка получили продолжение. Из крымских владений Воронцова доставляли лучшие сорта огородных и цветочных семян, саженцев деревьев и кустарников. Кроме этого, привозили растения из Тифлиса и Риги, Западной Украины и садов Северного Кавказа. 1903 год считается началом второго этапа строительства парка. На территории отчуждённых казачьих земель под руководством садовода-пейзажиста Альберта Регеля был заложен Средний парк. На голых склонах были высажены такие растения, как пихта кавказская, пихта бальзамическая, сосна кавказская, дуб черешчатый, ясень обыкновенный, ель восточная, ель европейская. Саженцы завозились из питомника графа Замойского (Польша). В 1910 году была заложена так называемая «Сосновая горка», склоны которой теперь покрыты рощей из сосны обыкновенной. 
В ходе боевых действий Великой Отечественной войны и во время немецкой оккупации Кисловодска парк пострадал, но после войны он был восстановлен. В 1980 году площадь парка составляла 937 гектаров и было принято решение о его расширении (на более чем 5 гектарах новых земель было принято решение устроить цветники).
Правильно выбранное место, энтузиазм его основателей и настоящих смотрителей парка, делает Кисловодский национальный парк одним из самых красивых и интересных парков Европы. Именно благодаря ему, ну, и конечно, целебному напитку нарзану, Кисловодск является одним из ведущих бальнеологических и климатических курортов в мире.
С 2 июня 2016 года Постановлением правительства РФ № 493 стал Кисловодским национальным парком федерального значения..

## Флора и фауна
Парк расположился по обе стороны реки Ольховки и содержит более 250 пород и видов деревьев и кустарников, среди которых кедр, пихта, берёза, сосна, ясень, бук, ольха, граб, клён, лиственница, ель, чёрный орех, китайская павловния, пробковое дерево и др.
В высокогорной части парка в предальпийской зоне водится очень редкая кошка — лесной кот. Там же, на высших точках парка, если повезёт, можно наблюдать полёт беркута. На этих лугах и лесах произрастает более 800 видов травянистых растений, таких как крокусы различных окрасок, пролеска, ландыши, купена лекарственная (соломонова печать), а также занесённые в Красную Книгу России подснежник кавказский, колокольчик доломитовый, безвременник. В парке также находятся питомники декоративных растений, а также оранжереи, где издавна выращивали лимоны и другие цитрусовые для отдыхающих. На «Площадке роз» и в «Долине роз» высажены свыше 80 сортов обильно цветущих роз. В парке акклиматизировались белки, доверчиво берущие пищу из рук людей, а также зайцы, лисы, шакалы и различные виды птиц, среди которых также довольно редкий чёрный дятел.

## Терренкур
В Кисловодском курортном парке впервые в России (в 1901 году) был проложен маршрут для лечебной ходьбы — терренкур.
Позднее, благодаря подходящему ландшафту, были созданы 6 основных маршрутов терренкура различной протяжённости (от 1700 до 6000 м), которые используются и по сей день. Они берут начало у Нарзанной галереи. Их основное назначение — лечение больных с сердечно-сосудистой патологией; заболеваниями органов дыхания, пищеварения, опоры и движения; а также с различными нарушениями обмена веществ.
Дорожки терренкура посыпаны красным песком. Каждый маршрут разбит на станции, находящиеся на расстоянии 100 м друг от друга и обозначенные при помощи информационных табличек. На табличках указаны:
- номер маршрута,
- расстояние от Нарзанной галереи (начального пункта),
- крутизна уклона,
- высота над уровнем моря.

Маршруты делятся на три категории по протяжённости, углу подъёма, темпу ходьбы и частоте отдыха. По самым сложным маршрутам рекомендуется ходить только хорошо подготовленным людям. Общая протяжённость дорожек терренкура составляет 24,3 км, расположены они на высоте от 800 до 1409 метров над уровнем моря:
- Маршрут № 1 — самый простой; имеет общую протяжённость 1700 м, максимальный угол подъёма 3-4°, средняя высота над уровнем моря 815 м. Берёт начало от Нарзанной галереи, проходит вдоль набережной реки Ольховки, огибает Стеклянную струю и возвращается в начальный пункт.
- Маршрут № 1-А (дополнительный). Начинается от угла проспекта Ленина, проходит неподалёку от санаториев им. Н. А. Семашко и им. С. М. Кирова, далее соединяется с маршрутом № 2а, доходит до санатория им. Орджоникидзе, где поворачивает обратно. Окончание маршрута напротив начального пункта. Общая его протяжённость 1640 м.
- Маршрут № 2. Длина маршрута в одну сторону 5800 м, угол подъёма 5-6°, высота над уровнем моря у начального пункта 810 м, у конечной станции — 1062 м. Начальный пункт находится у Нарзанной галереи. Оттуда он движется через Площадку Роз, Сосновую Горку, Первомайскую поляну к Храму воздуха, откуда выходит к Верхнему парку и заканчивается на горе Красное Солнышко. Маршрут включает в себя 58 станций.
- Маршрут № 2-А (дополнительный). Начинается от переулка им. М. И. Калинина, доходит до станции № 20 основного маршрута, где соединяется с ним. Длина маршрута 800 м, угол подъёма 4-5°.
- Маршрут № 2-Б. Берёт начало от Нарзанной галереи, откуда по широкой аллее движется до санатория «Красные камни», мимо Зимнего плавательного бассейна по Тополевой аллее. Далее маршрут сворачивает в Широкую балку и ведёт к санаторию «Пикет», от которого отходит вниз. Расстояние от Нарзанной галереи до конечной станции 13 200 м, угол подъёма в среднем 3-4°.
- Маршрут № 3. Имеет 56 станций, то есть протяжённость его в один конец 5600 м. Угол подъёма 5-7°, в некоторых местах — до 13°. Начинается маршрут от Нарзанной галереи, идёт до станции № 6 вместе с маршрутом № 2, сворачивает влево мимо Площадки Роз, огибает Сосновую Горку, выходит к Красным и Серым Камням и затем к горе Красное солнышко. Затем поднимается на Синие камни на высоту 1163 м.
- Маршрут с увеличенным нисходящим компонентом. Предназначен для больных, которым рекомендована малая интенсивность физических нагрузок и длительная продолжительность прогулок. Маршрут проходит до станции 34 маршрута № 2, откуда по канатной дороге желающие поднимаются до Синих камней и возвращаются по маршруту № 3.[8]
- Туристическая тропа (Тропа Косыгина). На станции № 37 Маршрут № 2 соединяется с Маршрутом № 3 и вместе они идут до Красного солнышка. По пути на Красное солнышко на станции № 52 от основного маршрута дорожка уходит вправо — это и есть начало Туристической тропы, длина которой составляет 5900 м. Тропа идёт с небольшим подъёмом по склонам Джинальского хребта, огибая начало балок и витками доходит до горы Малое седло — высшей точки парка (1325 м).

Также в парке организованы 3 контрольно-наблюдательных пункта: в Нарзанной галерее, в Храме воздуха и на горе Красное солнышко. В них контролируется правильность выполнения назначений врача, а также переносимость прогулки.

## Проблемы
- Начиная с 1989 года площадь парка постоянно уменьшается. Так, в 1989 году площадь парка была 1380 га, но в 1998 году мэр города В. Бекетов урезал территорию парка до 1046 га. Следующим шагом стала сдача мэрией в аренду 100 га, уменьшившая площадь парка до 948 га[9].

## Галерея
- Мостик Дамский Каприз
- Павильон Стеклянная струя
- Зеркальный пруд
- Каскадная лестница
- Памятник Лермонтову
- Скульптура «Крокодил» в Долине Роз
- Красные Камни
- Синие Камни
- Первомайская поляна
- Кипарисовая аллея
- Сосновая роща в парке
- Орёл на Красных камнях
- Вид на гору Красное Солнышко
- Долина роз